# Stan Ivar
Stan Ivar (Brooklyn, 11 gennaio 1943) è un attore statunitense, apparso in quasi settanta film e serie TV.

## Carriera
È apparso in molti film e in alcuni episodi di molte serie TV, tra cui La signora in giallo, Matlock e Autostop per il cielo, ma il suo ruolo più famoso è quello di John Carter nella nona stagione della serie televisiva La casa nella prateria. Possiede, inoltre, la "Piccola Casa" della famiglia Ingalls, usata per le riprese nei vari episodi, nel giardino del suo ranch a Los Angeles, in California.

## Filmografia

### Cinema
- Il mistero della prima luna - Creature (1985)
- The Alamo: Thirtheen Day to Glory (1987)
- Il grande regista (1989)
- Eddy e la banda del sole luminoso (1991)
- Harley Davidson & Marlboro Man (1991)
- The Last Hallowen (1991)
- Aspen - Sci estremo (1993)
- Ed - Un campione per amico (1996)

### Televisione
- La casa nella prateria (Little House on the Prairie) – serie TV, 19 episodi (1982-1983)
- La casa nella prateria: ricordando il passato – film TV (1983)
- La casa nella prateria: la scomparsa di Rose – film TV (1984)
- La casa nella prateria: l'ultimo addio – film TV (1984)
- A cuore aperto (St. Elsewhere) – serie TV, 1 episodio (1984)
- New York New York (Cagney & Lacey) – serie TV, 1 episodio (1985)
- Top secret – serie TV, 1 episodio (1985)
- Crazy Like a Fox – serie TV, 1 episodio (1985)
- General Hospital – serie TV, 2 episodi (1986-1992)
- Simon & Simon – serie TV, 1 episodio (1987)
- Mia sorella Sam – serie TV, 1 episodio (1987)
- Scuola di football – serie TV, 1 episodio (1987)
- Autostop per il cielo (Highway to Heaven) – serie TV, episodi 4x01-4x02 (1987)
- It's Garry Shandling's Show – serie TV, 1 episodio (1987)
- Poliziotti in città – serie TV, 1 episodio (1987)
- Matlock – serie TV, 1 episodio (1988)
- La bella e la bestia (Beauty and the Beast) – serie TV, 1 episodio (1988)
- Moonlighting – serie TV, 1 episodio (1988)
- The Bronx Zoo – serie TV, 3 episodi (1988)
- 101 modi per sopravvivere al divorzio e vivere felici (Who Gets the Friend?) – film TV (1988)
- Amen – serie TV, 1 episodio (1988)
- Hunter – serie TV, 1 episodio (1988)
- Take My Dauthers, Please – film TV (1988)
- She's the Sheriff – serie TV, 1 episodio (1989)
- Benvenuto sulla Terra – serie TV, 1 episodio (1989)
- CBS Schoolbreak Special – serie TV, 1 episodio (1990)
- Due come noi – serie TV, 1 episodio (1990)
- Mancuso, F.B.I. – serie TV, 1 episodio (1990)
- Un amore violento (Shattered Dreams) – film TV (1990)
- His & Hers – serie TV, 1 episodio (1990)
- Casalingo Superpiù – serie TV, 2 episodi (1990)
- She Said No – film TV (1990)
- Flash – serie TV, 1 episodio (1990)
- Beverly Hills 90210 – serie TV, episodio 1x08 (1990)
- Coach – serie TV, 1 episodio (1990)
- The Killing Mind – film TV (1991)
- Voci nella notte – serie TV, 1 episodio (1991)
- Gravepine – serie TV, 1 episodio (1992)
- A House of Secrets and Lies – film TV (1992)
- The Disappearance of Nora – film TV (1993)
- Torch Song – film TV (1993)
- The Secrets of Lake Success – miniserie TV (1993)
- Morte sul Rio Grande – film TV (1993)
- Due poliziotti a Palm Beach (Silk Stalkings) – serie TV, 1 episodio (1994)
- Sposati... con figli – serie TV, 1 episodio (1994)
- The John Larroquette Show – serie TV, 1 episodio (1995)
- Star Trek: Voyager – serie TV, 2 episodi (1995)
- La signora in giallo (Murder, She Wrote) – serie TV, episodio 12x11 (1995)
- Murder One – serie TV, 1 episodio (1996)
- I ragazzi di Malibu – serie TV, 1 episodio (1996)
- Il tempo della nostra vita (Days of Our Lives) – soap opera, 10 puntate (1996)
- Ransom - Donne in ostaggio (Home Invasion) – film TV (1997)
- Una bionda per papà – serie TV, 1 episodio (1997)
- Ally McBeal – serie TV, 1 episodio (1997)
- Chance of a Lifetime – film TV (1998)
- Cybill – serie TV, 1 episodio (1998)
- Just Shoot Me! – serie TV, 1 episodio (1998)
- Cracker – serie TV, 1 episodio (1999)
- The Practice - Professione avvocati (The Practice) – serie TV, 3 episodi (2000-2004)
- NCIS - Unità anticrimine (NCIS) – serie TV, episodi 8x08-8x09 (2010)

## Doppiatori italiani
Nelle versioni in italiano delle opere in cui ha recitato, Stan Ivar è stato doppiato da:
- Diego Reggente ne La casa nella prateria
- Giancarlo Prete in Star Trek - Voyager
- Bruno Conti in Ed - un campione per amico
- Bruno Slaviero in Ally McBeal
- Cesare Barbetti in Top Secret